# Budai István
Budai István névvariáns: Buday István (Budapest, 1936. augusztus 12. –) magyar színész.

## Életpályája
A Színház- és Filmművészeti Főiskolán Pártos Géza osztályában végzett. Színészi pályája a Szegedi Nemzeti Színházban indult 1961-ben. 1964-től a József Attila Színházhoz szerződött. 1970-től az Állami Déryné Színházban, 1972-től az Irodalmi Színpadon játszott. 1982-től ismét a József Attila Színház tagja volt. 1985-től szabadfoglalkozású színművészként dolgozott. Számos filmben szerepelt, főleg epizodistaként.

## Színházi szerepeiből
- William Shakespeare: III. Richárd... Polgár
- Friedrich Schiller: Ármány és szerelem... Ferdinánd
- Alexandre Dumas: A három testőr... Aramis
- Fjodor Mihajlovics Dosztojevszkij: A félkegyelmű... Lakáj
- Mihail Afanaszjevics Bulgakov: Fehér karácsony... Galanyba
- Alekszandr Nyikolajevics Osztrovszkij: Farkasok és bárányok... Sztaroszta
- Alekszandr Nyikolajevics Osztrovszkij: Utolsó áldozat... Megfigyelő
- Viktor Rozov: Ketten az úton... Igor
- Eugene O’Neill: Egy igazi úr... Paddy O'Dowd
- Eugène Labiche: Perrichon úr utazása...  Állomásfőnök
- Jean Anouilh: Becket avagy az Isten becsülete... 4. angol báró
- Robert Thomas: A hölgy fecseg és nyomoz... Ügyfél
- Jean Giraudoux: Párizs bolondja... Cipőfűzőárus
- Szigligeti Ede: A cigány... Várszegi
- Heltai Jenő: Az ezerkettedik éjszaka... Sahriar szultán
- Szomory Dezső: II. József... Mozart
- Gabányi Árpád: Aba Sámuel király... Bólya
- Bródy Sándor: A tanítónő... Lovászinas
- Kassák Lajos: Angyalföld... Fóris
- Illyés Gyula: Malom a Séden... Hadnagy
- Mesterházi Lajos: Férfikor... Gazsi
- Kertész Imre: Cyrano házassága... Lóri
- Berkesi András: Húszévesek... Galeritag
- Berkesi András: Viszontlátásra, Harangvirág!... Mocsáry, alezredes
- Berkesi András: Villa Bécs mellett... Karl Günther
- Berkesi András: Közelebb az éghez... Báró Tihaméry Gusztáv
- Berkesi András: Thomson kapitány... Tury Viktor főhadnagy
- Gyárfás Miklós: Kényszerleszállás... Samuel Waugham Colbert
- Kállai István: A csodabogár... Sándorka

## Filmek, tv
- Aranyfácán (1960)... Feri
- Cédula a telefonkönyvben (1961)... Péter
- Pesti háztetők (1962)
- Isten őszi csillaga (1963)
- Oldás és kötés (1963)... Orvostanhallgató
- Pacsirta (1964)
- A Tenkes kapitánya (sorozat)

- Csattan az ostor  című rész (1964)
- A vörös vendégfogadó (1965)
- A kőszívű ember fiai (1965)
- A távirat (1965)... Igor
- Édesmama (1965)... Feri öccse
- Kárpáthy Zoltán (1966)
- Princ, a katona (sorozat)

- Az árva (1967)... Harckészültség parancsnok
- Reggeli a marsallnál (1967)... írnok
- Az Aranykesztyű lovagjai (sorozat) 5. rész (1968)... Rikkancs
- Balzac: Gobseck (1969)
- Őrjárat az égen (sorozat) 3-4. rész (1970)
- A 0416-os szökevény (sorozat) 1. rész (1970)
- Miért is mentem hozzád feleségül? (1970)
- Vidám elefántkór (1971)
- Villa a Lidón (sorozat) 3. rész (1972)
- György barát (1972)
- Lázadók (1973)... István
- Különös vadászat (1973)... Kovács főhadnagy
- A farkasok (1974)... Tiszt
- A dunai hajós (1974)
- Embersirató (1975)
- Ügyes ügyek (1975)
- Csontváry (1975)
- Sztrogoff Mihály (sorozat) 4. rész (1975)
- Kántor (sorozat)

- Az erdész halála című rész (1976)... Kovász László százados
- Űrtörténetek (sorozat)

- A hamisítvány című rész (1977)
- A szerelem bolondjai (1977)
- Illetlenek (1977)
- Holló a hollónak (1978)
- Zokogó majom (sorozat) 4. rész (1978)
- Mire megvénülünk (sorozat) 4. rész (1979)
- Az aula (1979)
- Tyúktolvajok (1979)
- Utastájékoztatás (1979)[1]
- A téglafal mögött (1980)
- Hívójel (1980)... Rendőrhadnagy
- Tisztán vagy szódával (1980)
- Vendéglátás (1982)
- A tenger (sorozat) 6. rész (1982)
- Glória (1982)
- Liszt Ferenc (sorozat)

- A zeneszerző magányossága című rész (1982)
- Három szabólegények (1982)
- Viadukt (1983)... Magyar tiszt
- Együttműködés (1983)[2]
- Orvosnők (1984)
- Faustus doktor boldogságos pokoljárása (sorozat) 4-6. rész(1984)
- Különös házasság (sorozat) 4. rész (1984)
- Széchenyi napjai (sorozat) 2. rész (1985)
- Kémeri (sorozat)

- Embercsempészek című rész (1985)
- Statárium című rész (1985)
- A fekete kolostor (1986)
- Vera (1989)... Férfi
- Freytág testvérek (1989)
- Linda (sorozat)

- Víziszony című rész (1989)
- A hazajáró lélek című rész (1990)